# Фёхтинг, Герман
Герман Фёхтинг (Hermann Vöchting) — немецкий ботаник, директор ботанического института и сада в университете в Тюбингене.

## Биография
Изучал садоводство и естественные науки, был ассистентом у профессора Прингсхейма в Берлине, приват-доцентом в Бонне и профессором ботаники в Базеле. Его главнейшая заслуга — применение экспериментально-физиологического метода к морфологии и анатомии высших растений. Фёхтинг сделал в названных областях важнейшие открытия: культивируя высшие растения в различных условиях, делая прививки, искусственно изменяя форму культивируемого растения, лишая его развития тех или иных органов, Фёхтинг указал на условия образования у растений различных органов, на условия перемещения и расположения последних, напр. клубней, листьев и т. д., на перемещение в растениях различных веществ (напр., крахмала, инулина) и т. д. 

## Труды
- «Organbildung in Pflanzenreich» (Бонн, 1878, 1885);
- «Ueber Transplantation am Pflanzenkörper» (Тюбинген, 1892),
- «Bewegung d. Blüthen und Früchte» (Бонн, 1882);
- статьи в «Botanische Zeitung» (1800, 1895);
- в «Jahrbücher f. wissenschaftliche Botanik» (т. 16, 17, 26, 31 и 32);
- в «Bibliotheca botanica» (1887);
- «Sitzungsberichte d. Berliner Academie» (1894);
- «Berichte d. Deutschen Botanischen Gesellschaft» (1898) и т. д.